# 코믹 토라노아나
코믹 토라노아나(일본어: コミックとらのあな)는 주식회사 토라노아나(일본어: 株式会社虎の穴)에서 운영하여 동인지를 중심으로 하는 만화 관련 상품 등을 판매하는 동인 상점이다. 만화 동인지 이외에도 상업 만화 잡지・단행본, 애니메이션 관련 영상・음반, 그리고 관련 상품과 서적 등 오타쿠 계층을 위한 상품 등도 취급하고 있다. 통칭 토라노아나(일본어: とらのあな)나 토라(일본어: とら)로도 알려져 있다.

## 개요
1996년에 유한회사 토라노아나로서 설립되었다. 이후 아키하바라를 중심으로 하여 도쿄 및 일본 주요 도시로 확장되었다. 2003년에 주식회사로 전환되었다.
사명인 토라노아나는 애니메이션 타이거 마스크에 등장하는 동명의 기업에서 따 왔다.

## 지점 목록

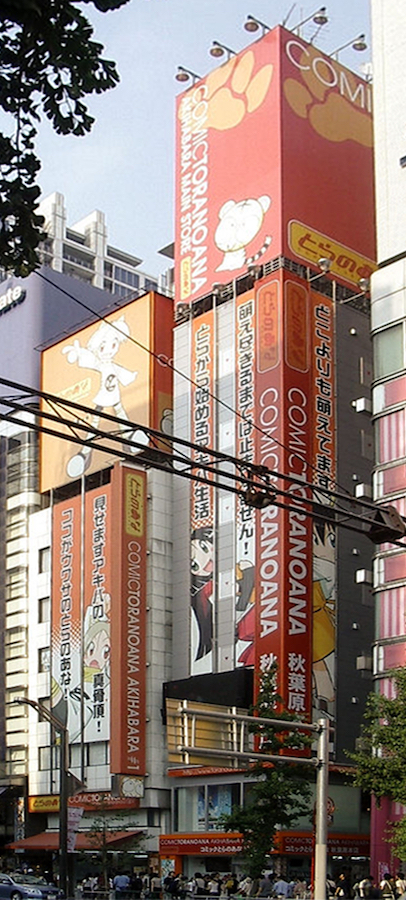
아키하바라점A(오른쪽에서 3번째)와 아키하바라점B(오른쪽에서 2번째)

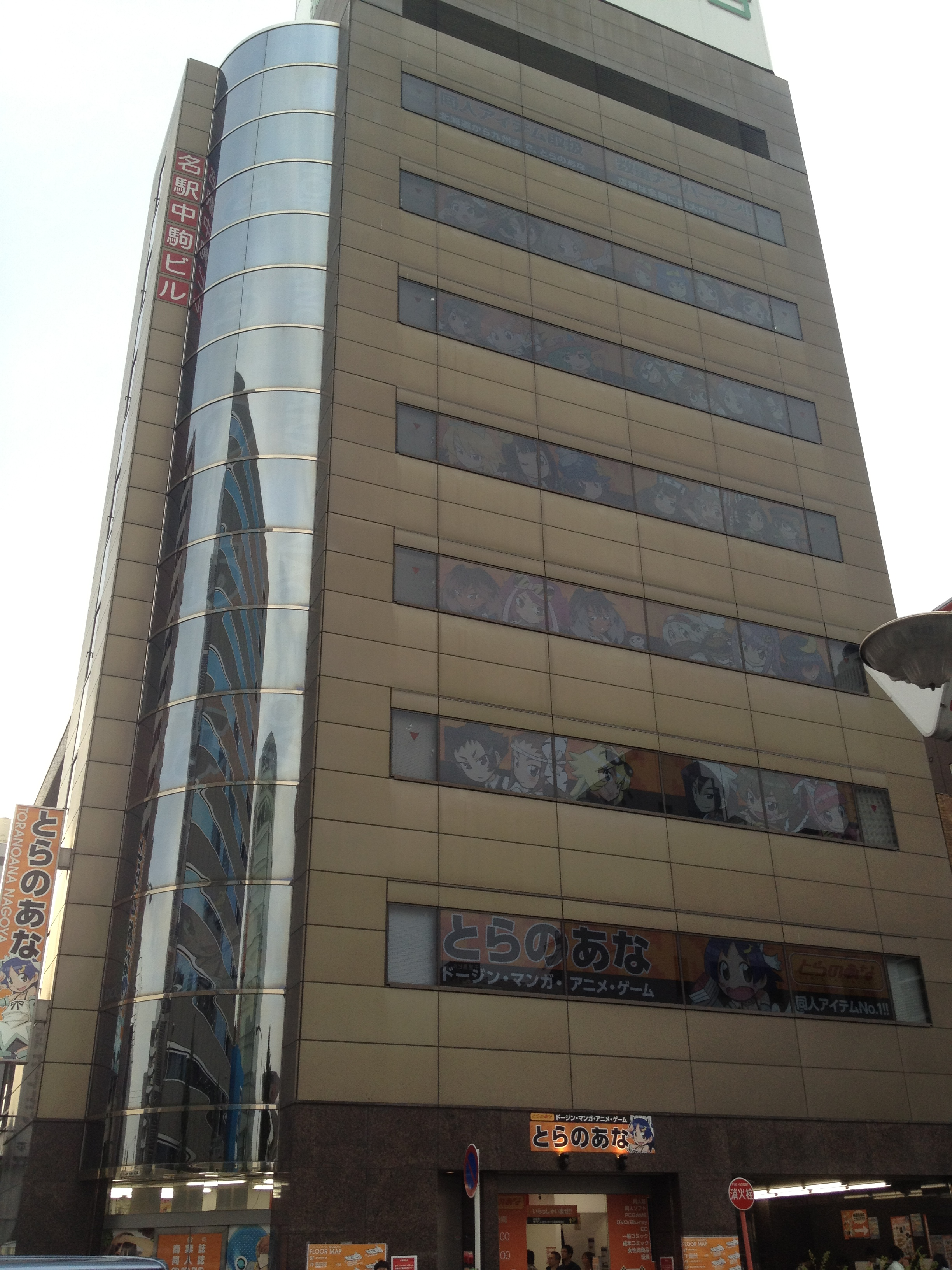
나고야점

## 지점 목록[2]
- 홋카이도
  - 삿포로점
- 미야기현
  - 센다이점[3]
- 사이타마현
  - 오미야점[4]
- 도치기현
  - 우쓰노미야점[5]
- 지바현
  - 지바점[6]
- 도쿄도
  - 아키하바라점A
  - 아키하바라점B
  - 아키하바라점C
  - 토라(노)아나 NOMOO
  - 토라(노)아나 DOJO
  - 토라콘(とら婚)
  - 토라노아나 2nd[7]
  - 신주쿠점A
  - 이케부쿠로점A
  - 이케부쿠로점B
  - 다치카와점[8]
- 가나가와현
  - 요코하마점
  - 쇼난후지사와(湘南藤沢)점[9]
- 니가타현
  - 니가타점[10]
- 시즈오카현
  - 시즈오카점[11]
- 아이치현
  - 나고야점
- 교토부
  - 교토점[10]
- 오사카부
  - 난바점A
  - 난바점B
  - 우메다점
- 효고현
  - 산노미야(三宮)점
- 오카야마현
  - 오카야마점[12]
- 히로시마현
  - 히로시마점
- 후쿠오카현
  - 후쿠오카점

### 출장소
- 아이치현
  - 도요하시점